# Климов, Андрей Аркадьевич
Андре́й Арка́дьевич Кли́мов (род. 9 ноября 1954, Молотов) — российский государственный деятель, сенатор Российской Федерации от исполнительной власти Пермского края, председатель подкомитета по взаимодействию со странами БРИКС, заместитель председателя Комитета Совета Федерации по международным делам, председатель временной Комиссии Совета Федерации по защите государственного суверенитета и предотвращению вмешательства во внутренние дела Российской Федерации.  
Депутат Государственной думы Российской Федерации III, IV, V и VI созывов (от Пермской области и края) Доктор экономических наук, почётный профессор Пермского университета, член российского Совета по внешней и оборонной политике (СВОП).
Из-за поддержки российской агрессии и нарушения территориальной целостности Украины во время российско-украинской войны находится под персональными международными санкциями 27 стран ЕС, Великобритании, США, Канады, Швейцарии, Австралии, Украины, Новой Зеландии.

## Биография
Родился в Молотове 9 ноября 1954 года. Отец — Аркадий Дмитриевич Климов, мать — Елена Степановна Климова.
В 1971 году окончил школу № 77 города Перми и поступил в Пермский государственный университет. После окончания экономического факультета (1976) два года работал инженером-экономистом Пермского областного управления сельского строительства, затем поступил в очную аспирантуру НИИ экономики строительства в Москве, которую окончил, став кандидатом экономических наук (1981, диссертация «Совершенствование методов экономического обоснования вариантов организационной структуры управления строительством: на примере Минпромстроя СССР»).
С начала 1980-х по 1992 работал на экономическом факультете ПГУ, проделав путь от ассистента до заведующего кафедрой.
Являлся заместителем председателя художественного совета ПГУ, членом правления студенческого клуба университета, внештатным корреспондентом областных газет «Звезда» и «Молодая гвардия». С 1987 по 1992 — зав. кафедрой экономики, учёта и анализа хозяйственной деятельности в строительстве.
Был председателем профсоюзного бюро факультета. В 1988 году организовал консультационно-учебное бюро (КУБ). В 1992—1999 годах — директор Межотраслевого института региональных исследований (г. Пермь) и, одновременно, генеральный директор АОЗТ «Ассоциация содействия развитию предпринимательства „КУБ“» (с 1995 года — «Корпорация „КУБ“»); с июля 1995 года — председатель правления Ассоциации содействия развитию Прикамья. Указанные юридические лица занимались главным образом экономическим и правовым консалтингом. В конце 1999 года в связи с избранием депутатом Госдумы РФ уволился из коммерческих структур и перешел на профессиональную парламентскую работу.
Автор ряда фельетонов в соавторстве с журналистами Я. Бердичевским и С. Тупицыным. Печатался в изданиях «Литературная газета», «Социалистическая индустрия», журнал «Крокодил», вёл авторскую программу на пермском телевидении.
Женился 1 марта 1985 года на Ольге Тимофеевой, преподавателе иностранных языков из г. Балашова.
В декабре 2006 года защитил докторскую диссертацию «Системные преобразования социально-экономического пространства проблемных территорий» в Институте системного анализа РАН. Докторскую степень получил в 2007 году.

## Парламентская деятельность
Впервые стал депутатом в 1990 году на выборах в областной Совет народных депутатов (до 1993). Возглавил постоянную комиссию, стал членом президиума облсовета.

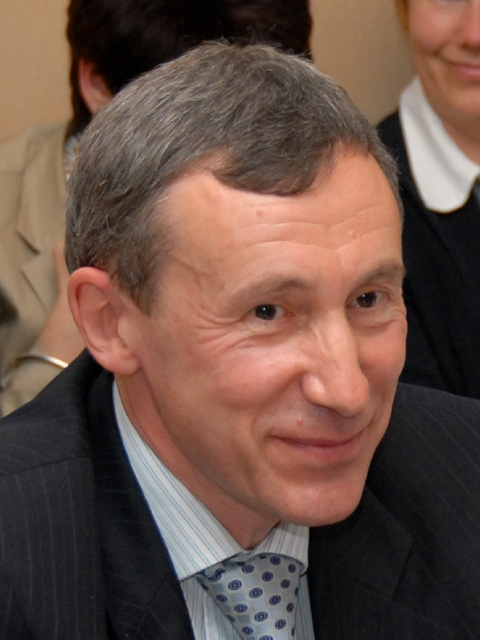
А. А. Климов в 2011 году

- 1994—1997 год — депутат Законодательного Собрания Пермской области первого созыва. Председатель комитета по региональной политике.
- 1997—1999 год — депутат Законодательного Собрания Пермской области второго созыва. Председатель комитета по региональной политике.
- 1999—2003 год — депутат Государственной думы ФС РФ Третьего созыва от Коми-Пермяцкого одномандатного избирательного округа № 216 (Коми-Пермяцкий АО).

В 2000 году стал председателем думского подкомитета по социально-экономическому развитию регионов и межрегиональным связям Комитета по делам Федерации и региональной политике.
В 2002 году заместитель руководителя депутатской группы «Регионы России»
- 2003—2007 год — депутат Государственной думы ФС РФ Четвёртого созыва, заместитель руководителя депутатской группы «Регионы России», председатель думского подкомитета по социально-экономическому развитию регионов и межрегиональным связям Комитета по делам Федерации и региональной политике.

В 2004 году избран руководителем парламентской группы по связям со странами БЕНИЛЮКС.
В 2005 году переведен в Комитет по международным делам по приглашению председателя комитета К. Косачева, где занял должность заместителя председателя Комитета и начал курировать Европейское направление.
- 2007—2011 год — депутат Государственной думы ФС РФ пятого созыва (избран в составе федерального списка кандидатов, выдвинутого Всероссийской политической партией «Единая Россия»), заместитель председателя Комитета по международным делам.

С 2008 года сопредседатель Комитета парламентского сотрудничества Россия-ЕС и глава постоянной Российской парламентской делегации при Европарламенте.
- С 2011 года — депутат Государственной думы шестого созыва, заместитель председателя Комитета по международным делам, первый заместитель депутатской группы фракции «Единой России».
- 13 марта 2012 года был утвержден первым заместителем руководителя Комитета Госдумы по международным делам[7].
- 26 мая 2012 года — вошёл в Президиум Генсовета партии «Единая Россия» (в составе Генсовета до 2016 г.)[8]
- 2 июля 2012 года — подписан указ о назначении Климова А. А. членом Совета Федерации Федерального Собрания РФ от Губернатора Пермского края (В. Ф. Басаргина)[9].
- 18 сентября 2017 года — подписан указ о назначении Климова А. А. членом Совета Федерации Федерального Собрания РФ от Губернатора Пермского края (М. Г. Решетникова)[10].

## Деятельность в Совете Федерации
- 29 октября 2012 года — избран заместителем Председателя Комитета Совета Федерации по международным делам.
- 21 ноября 2012 года — избран руководителем постоянной делегации Совета Федерации при Европейском парламенте.
- 21 ноября 2012 года стал членом Постоянного Комитета МКАПП (на 18 м заседании Постоянного комитета в Баку[11]).
- В январе 2014 года возглавил российскую делегацию на 8-й пленарной сессии Парламентской ассамблеи Средиземноморья[12].
- 18 марта 2014 года в Женеве на 130-й ассамблее Межпарламентского союза (МПС) сенатор Андрей Климов был избран в состав Бюро постоянного Комитета по вопросам мира и безопасности МПС[13].
- 6 — 7 октября возглавил российскую делегацию на восьмой конференции парламентского партнёрства Форума «Азия-Европа» (8th Asia-Europe Parliamentary Partnership Meeting — ASEP8)[14][15].
- 13 октября 2014 года возглавил российскую делегацию на 131 Ассамблеи Межпарламентского союза в Женеве[16].
- 23 марта 2015 года назначен руководителем подкомитета по межпарламентскому сотрудничеству со странами БРИКС при Комитете по международным делам Совета Федерации.
- 7 ― 11 сентября 2015 года возглавил российскую делегацию на 36-й сессии Генеральной ассамблеи Межпарламентской ассамблеи Ассоциации государств Юго-Восточной Азии (МПА АСЕАН) в Куала-Лумпуре (Малайзия)[17].
- 1—3 сентября 2016 года возглавил российскую делегацию на IX Ассамблее Международной конференции азиатских политических партий (МКАПП) в Куала-Лумпуре[18].
- 29 сентября — 2 октября 2016 года возглавил российскую делегацию на осеннем заседание Парламентской Ассамблеи ОБСЕ в Скопье (Македония)[19].
- 20 марта 2017 года награждён орденом Дружбы[20].
- 14 июня 2017 решением Совета Федерации А. Климов утвержден председателем Временной комиссии СФ по защите государственного суверенитета и предотвращению вмешательства во внутренние дела Российской Федерации[21].

## Законопроект о регламентировании просветительской деятельности
В ноябре 2020 года группа депутатов и сенаторов во главе с председателем комиссии Совфеда по защите госсуверенитета Андреем Климовым и главой думского комитета по безопасности и противодействию коррупции Василием Пискарёвым внесла в Госдуму законопроект о регулировании просветительской деятельности, согласно которому для просветительской деятельности, в том числе чтения научно-популярных лекций, нужно будет получать специальную лицензию после правительственного заключения.
Инициатива вызвала широкую критику российского научного сообщества. Президиум РАН единогласно выступил против проекта, заявив что принятие документа «приведет к отставанию нашей страны в критически важных областях науки и технологий». Против документа высказалась Комиссия РАН по популяризации науки. Петиция Сергея Попова на сайте Change.org против поправок собрала более 200 тысячи подписей. В газете «Троицкий вариант — Наука» было опубликовано обращение, где говорилось что имеет место «попытка государства взять под контроль свободу распространения знаний», и что «что принятие Законопроекта № 1057895-7 крайне негативно скажется на развитии науки, культуры и технологий в нашей стране»; обращение подписали более 1400 человек, в том числе академики Валерий Рубаков, Михаил Садовский, Евгений Александров, Михаил Алфимов, Виктор Васильев, и др.
В ответ Климов заявил, что «запрещенный ИГИЛ и другие подобные организации тоже считают, что занимаются просвещением», а недовольных его законопроектом обвинил в несознательном пособничестве зарубежным силам. По мнению Климова, ещё до внесения законопроекта в Госдуму «в Вашингтоне» было принято решение «торпедировать максимально эти предложения».

## Международные санкции
Из-за поддержки российской агрессии и нарушения территориальной целостности Украины во время российско-украинской войны находится под персональными международными санкциями разных стран.
9 марта 2022 года, на фоне вторжения России на Украину, внесён в санкционный список всех стран Европейского союза так как он голосовал за ратификацию договоров о дружбе с самопровозглашёнными ЛНР и ДНР.
30 сентября 2022 года внесён санкционный список Соединённых Штатов Америки «за аннексию Путиным регионов Украины» и одобрения закона о фейках. Государственный департамент отмечает что сенаторы  «проголосовали за одобрение просьбы Путина о вводе войск в Украину, что послужило неоправданным предлогом для полномасштабного вторжения России в Украину».
24 марта 2022 года внесён в санкционный список Канады «соратников режима» за «содействие в нарушения суверенитета и территориальной целостности Украины»
По аналогичным основаниям, с 15 марта 2022 года находится под санкциями Великобритании. С 16 марта 2022 года находится под санкциями Швейцарии. С 21 апреля 2022 года находится под санкциями Австралии. Указом президента Украины Владимира Зеленского от 7 сентября 2022 находится под санкциями Украины. С 3 мая 2022 года находится под санкциями Новой Зеландии

## Статьи, публикации
- Климов А. Профессия — депутат. — Пермь, 2004. — 320 с. (Также на английском);
- Климов А. Двадцать лет спустя: Депутатские заметки на полях недавней истории. — 2012. — 176 с.;
- Klimov A. Russia and the World. — 2017.

## Награды
- Орден Александра Невского (15 июля 2022)[34]
- Орден Почёта (28 июля 2004)[35]
- Орден Дружбы (20 марта 2017)[36]
- Люксембургский орден «Заслуги» в ранге «Командор»
- Медаль «За трудовую доблесть»[37]
- Медаль Столыпина П. А.[38]
- орден РПЦ Преподобного Сергия Радонежского[источник не указан 1665 дней]
- Благодарность Президента Российской Федерации (5 января 2025 года) — за активное участие в подготовке и проведении общественно значимых мероприятий[39]
- Благодарность Правительства Российской Федерации (31 декабря 2016 года) — за активное участие в законопроектной деятельности и развитии парламентаризма[40]
- Почётная грамота правительства Российской Федерации (22 июля 2009 года) — за заслуги в законотворческой деятельности и многолетнюю добросовестную работу[41]